# L'histoire de Manon
L'histoire de Manon, chiamato anche Manon, è un balletto in tre atti del 1974 coreografato da Kenneth MacMillan su musica di Jules Massenet e basato sul romanzo Manon Lescaut scritto nel 1731 dall' Abbé Prévost. Il balletto venne eseguito per la prima volta dal Royal Ballet di Londra il 7 marzo 1974 con Antoinette Sibley e Anthony Dowell nei ruoli principali.

## Trama

### Atto I – Parigi
Scena 1 – Cortile di una locanda fuori Parigi
Il cortile della locanda è frequentato da attrici, gentiluomini e gente di facili costumi. Tra di loro c'è Des Grieux, un giovane studente, il facoltoso Monsieur GM, e Lescaut, che si trova lì per incontrare sua sorella Manon la quale sta per entrare in convento. Da una carrozza scendono Manon e un anziano gentiluomo che sembra molto attratto da lei. Lescaut, notando questa attrazione, prende il gentiluomo e lo conduce all'interno della locanda per giungere ad un accomodamento nei riguardi di Manon. Manon, nel frattempo, rimane nel cortile dove incontra des Grieux. I due si innamorano e decidono di scappare a Parigi servendosi dei soldi che lei ha rubato al gentiluomo. Lescaut e quest'ultimo, raggiunto un accordo, escono dalla locanda e notano che Manon è scomparsa. Monsieur GM dice a Lescaut di essere anch'egli molto interessato a Manon e, dal momento che questi è molto facoltoso, Lescaut gli promette di trovare Manon e di persuaderla ad accettare la mano di GM.
Scena 2 – L'alloggio di Des Grieux a Parigi
Des Grieux sta scrivendo una lettera a suo padre quando Manon irrompe in scena dichiarando il suo amore per lui. Des Grieux va ad imbucare la lettera e, durante la sua assenza, Lescaut arriva con Monsieur GM. Manon cede alle avances di GM e, al ritorno di des Grieux, Lescaut lo persuade a benedire l'unione di Manon con GM in cambio della promessa di grandi ricchezze.

### Atto II – Parigi
Scena 1 – Una festa all'Hôtel particulier di Madame
Manon arriva alla festa data da Monsieur GM ed è chiaramente divisa tra l'attrazione per la ricchezza del proprio compagno e l'amore che prova per des Grieux, presente alla festa assieme a Lescaut. De Grieux cerca di persuadere Manon a fuggire con lui ma lei gli risponde di attendere fino a quando egli non sarà riuscito a sottrarre a Monsieur GM un bottino soddisfacente con il gioco delle carte. De Grieux è scoperto a imbrogliare e lui e Manon fuggono via.
Scena 2 – L'alloggio di Des Grieux
Manon e des Grieux si dichiarano ancora una volta il loro reciproco amore ma Monsieur GM irrompe con la polizia e Manon è arrestata come prostituta. Nei disordini che seguono Lescaut viene ucciso.

### Atto III – New Orleans
Scena 1 – Il porto
Il carceriere della colonia penale attende l'arrivo dei prigionieri dalla Francia. Manon è stata deportata in America come prostituta e des Grieux l'ha seguita fingendosi suo marito. Il carceriere, vedendo Manon, se ne invaghisce.
Scena 2 – La stanza del carceriere
Il carceriere arresta Manon ma le offre poi la sua ricompensa nella speranza che lei decida di abbandonare des Grieux e di vivere con lui. Des Grieux irrompe sulla scena e uccide il carceriere.
Scena 3 – La palude
Manon e des Grieux scappano nelle paludi della Louisiana. Tutte le sue antiche ambizioni di ricchezza e splendore sono state soppiantate dall'amore per des Grieux. Durante la fuga dai loro inseguitori, tuttavia, Manon crolla al suolo e muore.

## Musica
MacMillan sceglie di non usare le musiche dell'opera Manon di Jules Massenet, utilizzando invece una selezione di altre composizioni dello stesso autore come le Elegie e le Meditazioni dall'opera Thaïs. La musica, arrangiata e parzialmente orchestrata dal compositore britannico Leighton Lucas, e riorchestrata dal direttore d'orchestra Martin Yates nel 2011, è presa quindi da ben tredici opere differenti, due oratori, nonché da diverse suite d'orchestra, melodie e pezzi per pianoforte.

### Atto I
- "Le dernier sommeil de la Vierge" da La Vierge
- "Entr'acte: Manola" da Chérubin
- Aubade: "Vive amour" da Chérubin
- "Scènes dramatiques: Scène finale" (second theme)
- "Scènes pittoresques: Marche"
- "Scènes dramatiques: Prélude et Divertissement" (secondo tema)
- Overture a Le Cid
- "Crépuscule" (canzone)
- "Entr'acte: Idylle" da Grisélidis
- "Scènes dramatiques: Prélude et Divertissement" (terzo tema)
- Ballet: No. 4 (Allegretto)  da Thaïs
- "Lament d'Ariane" da Ariane
- "Élégie" da Les Érinnyes
- "Les moulins" da Don Chisciotte
- "Marche des Princesses" da Cendrillon
- "Le sommeil de Cendrillon" da Cendrillon
- "Ouvre tes yeux bleus" (canzone)
- "Les filles de noblesse" da Cendrillon
- Valse très lente (per pianoforte, orchestrata poi da Massenet)
- "Scènes dramatiques: Prélude et Divertissement" (primo tema)

### Atto II
- "Scènes alsaciennes: Au cabaret"
- "Danses: Chaldéennes" da Cléopâtre
- "Crépuscule" (canzone)
- "Danses: Scythes" da Cléopâtre
- "Chanson de Capri" (canzone)
- "Scènes pittoresques: Air de ballet"
- Nocturne  da La Navarraise
- "Divertissement: Valse" da Le roi de Lahore
- "Élégie" da Les Érinnyes
- "Valse des esprits" da Grisélidis
- Prélude alla seconda parte di Ève
- Aria: "Il partit au printemps" da Grisélidis

### Atto III
- Introduzione al primo atto del Don Quichotte
- Chanson: "En Avignon, pays d'amour" da Grisélidis
- "Crépuscule" (canzone)
- "Malédiction" da Ève
- Improvisation No.3 da 7 Improvvisazioni per piano
- Introduzione al primo atto del Don Quichotte
- "Aria de Pandolfe" da Cendrillon
- Aria: "Il partit au printemps" da Grisélidis
- "Valse des esprits" da Grisélidis
- "Élégie" da Les Érinnyes
- "L'extase de la Vierge" da La Vierge

## Cast originale
MacMillan scelse Antoinette Sibley e Anthony Dowell per interpretare, rispettivamente, Manon e Des Grieux. La prima rappresentazione fu alla Royal Opera House, il 7 marzo 1974, con il seguente organico:
- Antoinette Sibley – Manon
- Anthony Dowell – Des Grieux
- David Wall – Lescaut
- Monica Mason – Amante di Lescaut
- Derek Rencher – Monsieur GM
- David Drew – Gaoler